# Зайчесянкоцветни
Зайчесянкоцветни (Asparagales) е разред причислен към подклас Liliidae и включва тревисти, едносемеделни, цъфтящи растения, които са много широко разпространени. Всички представители на разреда притежават успоредна нерватура (жилкуване) на листата. Цветовете са разнообразни по форма и цвят, особено като се има предвид, че към Asparagales се класифицират някои от най-популярните и разнообразни семейства, например популярното алое. Наименованието на разреда е дошло от това на причисления към него род Asparagus (аспарагус).
Разред Asparagales включва следните семейства:
- Agapanthaceae
- Agavaceae – Агавови
- Alliaceae – Лукови
- Amaryllidaceae – Кокичеви
- Asparagaceae – Аспарагусови, Зайчесянкови
- Asphodelaceae
- Asteliaceae
- Blandfordiaceae
- Boryaceae
- Doryanthaceae
- Hemerocallidaceae
- Hesperocallidaceae
- Hyacinthaceae
- Hypoxidaceae
- Iridaceae
- Ixioliriaceae
- Lanariaceae
- Laxmanniaceae
- Orchidaceae – Орхидеи
- Ruscaceae
- Tecophilaeaceae
- Themidaceae
- Xanthorrhoeaceae
- Xeronemataceae